# Peganum harmala
Espèce
Classification APG III (2009)

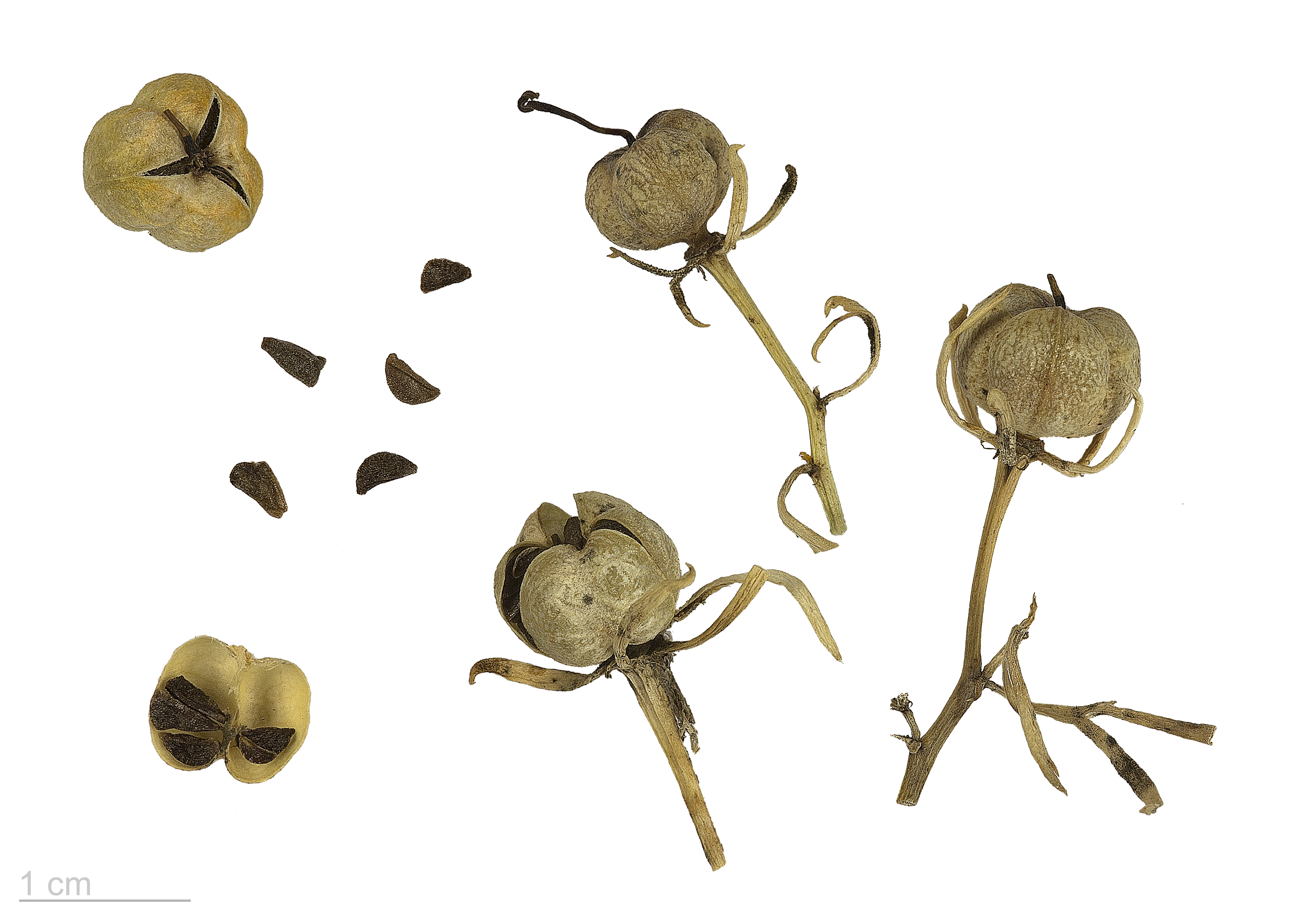
Peganum harmala - Muséum de Toulouse

Le Peganum harmala, aussi appelé harmal, rue de Syrie ou rue sauvage, est une espèce de plantes vivaces de la famille des Nitrariaceae (d'après la Classification APG III de 2009), à fleurs blanc-jaunâtre, utilisée comme plante médicinale.

## Description
Le harmal est une plante vivace, de souche ligneuse, de 40 cm de haut. Les feuilles alternes vert glauque, sont divisées en lanières étroites. Elles émettent une odeur désagréable quand on les froisse. Les fleurs de 2 cm possèdent 5 pétales blanc-jaunâtre, 10 à 15 étamines à filets très élargis à la base. Les 5 sépales étroits sont persistants. Ils entourent une capsule sphérique à 3 loges contenant de nombreuses graines anguleuses noires,.

## Utilisation
Parmi les différentes espèces du genre Peganum, l'harmal est plantée dans les jardins et a divers effets médicinaux : elle est réputée arrêter la diarrhée, purifier le sang et guérir les maladies des articulations (rhumatismes), ; son utilisation est mentionnée au moins dès le Ier siècle, par Dioscoride. Divers traités anciens signalent son usage, notamment dans le traitement de la mélancolie ou pour ses propriétés émétiques. Une étude récente a aussi montré qu'elle avait un effet dans la lutte contre la theilériose bovine.
Les graines renferment 3-4 % d'alcaloïdes psychotropes (harmine, harmol, harmaline et dérivés voisins). Les graines de Peganum harmala, la plante entière et les substances qu'elle renferme, c'est-à-dire l'harmine et l'harmaline sont classées comme stupéfiants par l'arrêté du 20 avril 2005 (J.O. du 3 mai 2005).
Son nom en persan adrasman (ادرسمان) a donné naissance en 1941 à la ville d'Adrasman au Tadjikistan soviétique.
Dans le traité d'agriculture Kitabb al fallaha - le livre de l'agriculture écrit par Ibn al-Awam au XIIe siècle, l'auteur recommande, dans le cadre de la panification, une fumigation de soufre ou de rue sauvage (Peganum harmala) dans la pièce ou la pâte ensemencée se trouve afin de favoriser la fermentation et d'améliorer le goût en enlevant l’acidité.
Les linguistes David Flattery et Martin Schwartz ont suggéré que le Peganum harmala serait la plante sacrée des anciens Iraniens nommée en avestique haoma, qui correspond au Soma (mythologie) des Indiens.